# David Gemmell
David Gemmell (1. srpna 1948, Londýn – 28. července 2006) byl anglický spisovatel fantasy literatury. Gemmellovy knihy v Česku vydávalo nakladatelství Návrat, nyní je ve stejné edici publikuje Perseus.
Již v 16 letech byl vyloučen ze školy za organizování hazardních her a musel začít pracovat. V noci si přivydělával jako vyhazovač z nočních klubů, k čemuž mu značně dopomáhala jeho robustní postava, ale k násilí se uchyloval jenom minimálně a to díky své neobyčejné výřečnosti. Pracoval také jako novinář na volné noze pro několik významných deníků (London Daily Mail, Daily Mirror, Daily Express). Zemřel 28. července 2006 po prodělané operaci srdce.

## Dílo
Každou jeho knihu lze číst samostatně a další díly jen volně navazují.
Následuje seznam jeho knih (chronologicky).

### Drenajská sága
- Tulák 1: Cestou vlka (Waylander) 1986
- Tulák 2: V říši vlka (Waylander II: In the Realm of the Wolf) 1992
- Tulák 3: Hrdina ve stínu (Hero in the Shadows) 2000
- Kroniky o Drussovi (The First Chronicles of Druss the Legend) 1994
- Smrtonoš (The Legend of Deathwalker) 1996
- Bílý vlk (White Wolf) 2003
- Legenda (Legend) 1984
- Král za branou (The King Beyond the Gate) 1985
- Hledání ztracených hrdinů (Quest for Lost Heroes) 1990
- Válečníci (Winter Warriors) 1997
- Meče noci a dne (The Swords of Night and Day) 2004

### Sága Rigantů
- Meč v bouři (Sword in the Storm) 1999
- Půlnoční sokol (Midnight Falcon) 1999
- Havran (Ravenheart) 2001
- Bouřlivák (Stormrider) 2002

### Sipstrassi sága
- Král Duchů (Ghost King) 1988
- Poslední meč moci (Last Sword of Power) 1988
- Vlk ve stínu (Wolf in the Shadows) 1987
- Poslední strážce (Last Guardian) 1989
- Krvavý kámen (Bloodstone) 1994

### Vampýří sága
- Rytíři temné pověsti (Knights Of Dark Renown) 1989
- Světlonoš (Morningstar) 1992

### Hawk Queen
- Dcera Železné ruky (Ironhand's Daughter) 1995
- Věčný luňák (The Hawk Eternal) 1995

### Dualogie Lev makedonský
- Lev makedonský(Lion of macedon) 1990
- Temný princ (Dark prince) 1992

### Trojská trilogie
- Pán se stříbrným lukem - Troja I. (Troy: The Lord of the Silver Bow) 2005
- Štít hromu - Troja II. (Troy: Shield of Thunder) 2006
- Pád králů - Troja III. (Troy: Fall of kings) 2007 (po smrti autora dokončila román jeho žena Stella)

### Samostatné knihy
- Temný měsíc (Dark Moon) 1997
- Ozvěny velké písně (Echoes of the Great Song) 2002